# Richard Hoggart
Richard Hoggart (* 24. September 1918 in Leeds; † 10. April 2014 in London) war ein britischer Kultursoziologe. Als Professor an der Universität von Birmingham gründete er 1964 das Centre for Contemporary Cultural Studies, das er bis 1973 als Direktor leitete. Hoggart gilt als einer der Begründer der modernen britischen Cultural Studies. Insbesondere seine Untersuchungen der Arbeitergesellschaft bilden auch heute noch eine der wichtigsten Forschungsgrundlagen dieser Disziplin.
Bekannt wurde Hoggart durch sein Werk The Uses of Literacy (1957), in dem er die authentische Populärkultur mit großer Empathie darstellte und gegen die Kulturindustrie verteidigte. Im Lady-Chatterley-Prozess (1960) wurde er als Experte gehört. Vermutet wird, dass seine Darlegungen die Aufhebung des Verbots des Buches entscheidend beeinflusst haben.

## Leben und Werk
Richard Hoggart wurde 1918 im Bezirk Potternewton, Leeds, als eines von drei Kindern in eine sehr ärmliche Familie geboren. Sein Großvater war Kesselmacher und sein Vater, der als Soldat sowohl im Burenkrieg als auch im Ersten Weltkrieg gedient hatte, starb an Brucellose, als Hoggart erst ein Jahr alt war. Seine Mutter starb an Tuberkulose als er acht war. Die Waisenkinder wurden getrennt und er wuchs bei seiner Großmutter auf. Richards älterer Bruder Tom war der erste Hoggart, der ins Gymnasium kam, und mit Hilfe von kurzfristigen Kleinkrediten schaffte es auch Richard auf die Oberschule. Obwohl er die Abschlussprüfung in Mathematik nicht bestand, kam er durch ein Stipendium an die University of Leeds.
Während des Zweiten Weltkriegs war er als Soldat in Nordafrika stationiert. Nach dem Krieg bewarb er sich für insgesamt neun Assistenzlehrstühle und wurde nach acht Absagen schließlich an der University of Hull eingestellt, wo er 13 Jahre lang unterrichtete. 1957 veröffentlichte Hoggart The Uses of Literacy: Aspects of Working-Class Life. In dem Buch beschreibt er die Zerstörung der mit seiner Kindheit eng verzahnten Kultur der Arbeiterklasse durch den wachsenden Einfluss amerikanischer Massenkultur. Heute gilt es als eines der Schlüsselwerke sowohl in der Geschichte der Anglistik und Medienwissenschaften, als auch in der Begründung der britischen cultural studies.
1964 gründete Hoggart das „Centre for Contemporary Cultural Studies“ und stellte Stuart Hall als den stellvertretenden Leiter des Instituts ein.
Didier Eribon setzt sich 2013 sehr kritisch mit Hoggart auseinander, dem er ein reaktionäres Bild von jungen Unterschichtsfrauen attestiert.
Hoggart starb nach langer Krankheit im Alter von 95 Jahren in London.

## Publikationen (Auswahl)
- The Uses of Literacy. Aspects of Working Class Life, Chatto and Windus, 1957, ISBN 0-7011-0763-4
- Contemporary Cultural Studies. An Approach to the Study of Literature and Society, Univ. Birmingham, Centre for Contemp. Cult. Studies 1969, ISBN 0-901753-03-3
- mit Janet Morgan: The Future of Broadcasting, Holmes & Meier, 1982, ISBN 0-8419-5090-3
- A Sort of Clowning:.Life and Times, 1940-59, Chatto and Windus, 1990, ISBN 0-7011-3607-3
- An Imagined Life. Life and Times 1959-91, Chatto and Windus, 1992, ISBN 0-7011-4015-1
- Townscape with Figures:. Farnham - Portrait of an English Town, Chatto and Windus, 1994, ISBN 0-7011-6138-8
- The Way We Live Now. Dilemmas in Contemporary Culture, Chatto and Windus, 1995, ISBN 0-7011-6501-4
- Mass Media in a Mass Society. Myth and Reality, Continuum International Publishing Group, Academi, 2004, ISBN 0-8264-7285-0